# محمد بن عمر بن لبابة
أبو عبد الله محمد بن عمر بن لبابة (266 - 314 هـ ، 879 - 926). كان من أئمة المالكية في الفقه. هو عم محمد بن يحيى بن لبابة.
روى عن مالك بن علي القرشي الزاهد، وأبي زيد عبد الرحمن بن إبراهيم ابن عيسى بن يحيى المعاوى المعروف بابن تارك الفرس، ومحمد بن أحمد الضبى، وأبان بن عيسى بن دينار، ويحيى بن إبراهيم ابن مزين. روى عنه أبو عيسى يحيى بن عبد الله بن أبي عيسى، وخالد بن سعد وغيرهما.
ذكره أبو محمد علي بن أحمد فأثنى عليه وقال: «وإذا أشرنا إلى محمد بن يحيى بن عمر بن لبابة، وعمه محمد بن عمر، وفضل ابن سلمة، لم نناطح بهم إلا محمد بن عبد الله بن الحكم، ومحمد بن سحنون، ومحمد بن عبدوس». أخبرنا أبو محمد علي بن أحمد، قال: حدثنا عبد الرحمن بن سلمة الكناني، قال: أخبرني أحمد بن خليل، قال: حدثنا خالد بن سعد، قال سمعت محمد بن عمر بن لبابة يقول: «الحق الذي لا شك فيه كتاب الله، وسنة رسوله صلى الله عليه وسلم، وأما الرأي فمرة يصيب ومرة كالذي يتكاهن، أو كما قال».

## وفاته
مات محمد بن عمر بن لبابة بالأندلس سنة 314 هـ.